# Gaylussacia brasiliensis
Gaylussacia brasiliensis là một loài thực vật có hoa trong họ Thạch nam. Loài này được (Spreng.) Meisn. mô tả khoa học đầu tiên năm 1863.

## Hình ảnh

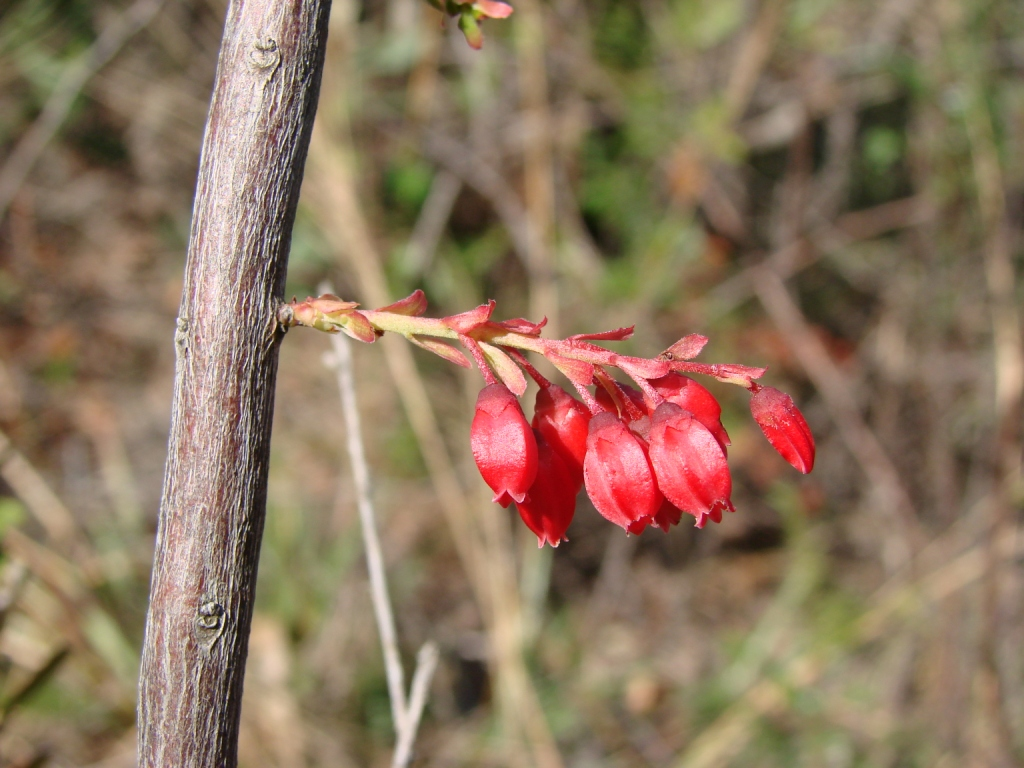
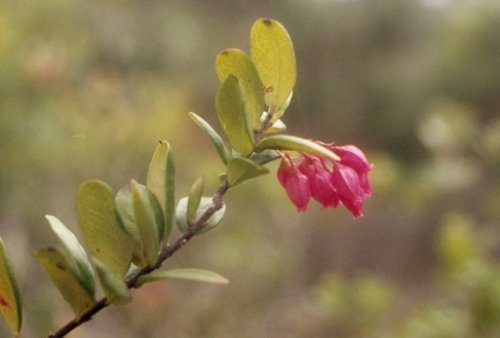
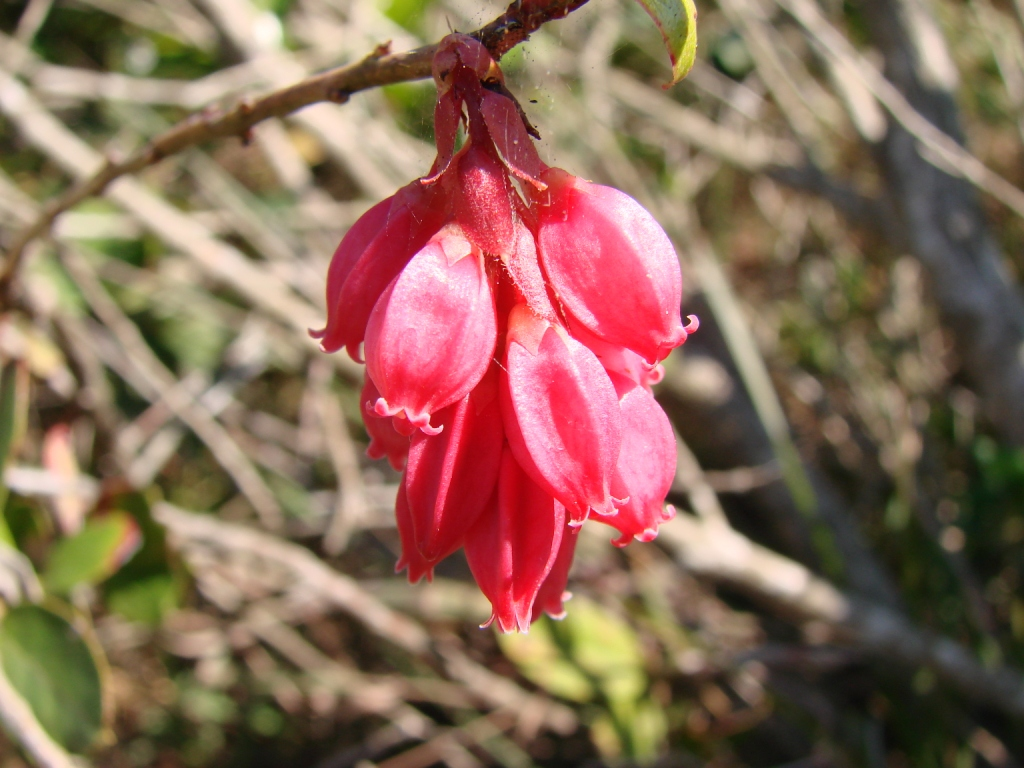
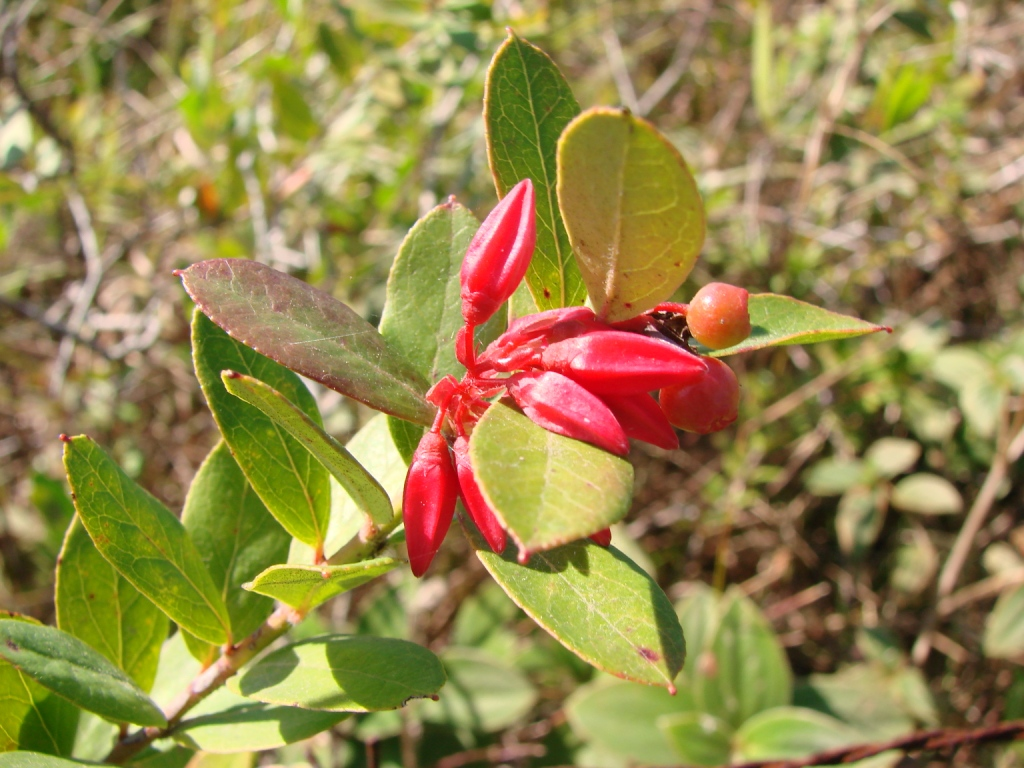